# Hesslemeteoriten

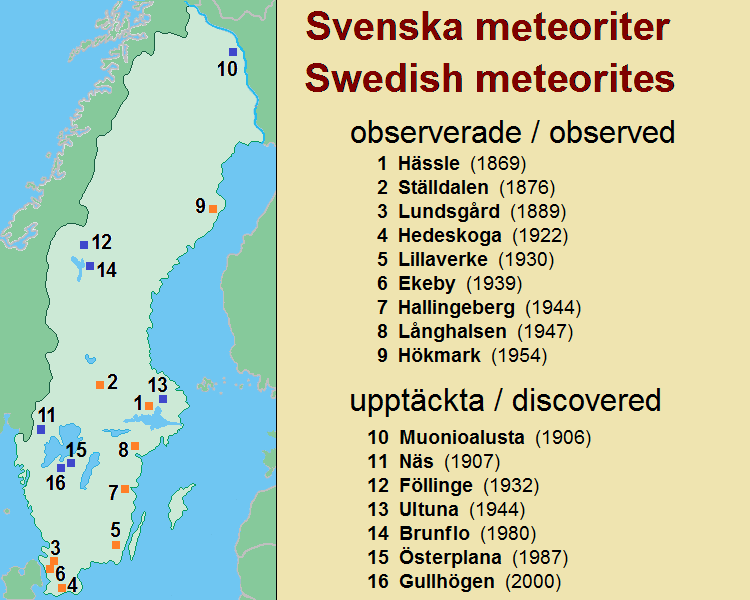
Karta över svenska meteoritnedslag, Hessle 1869 (nr 1)

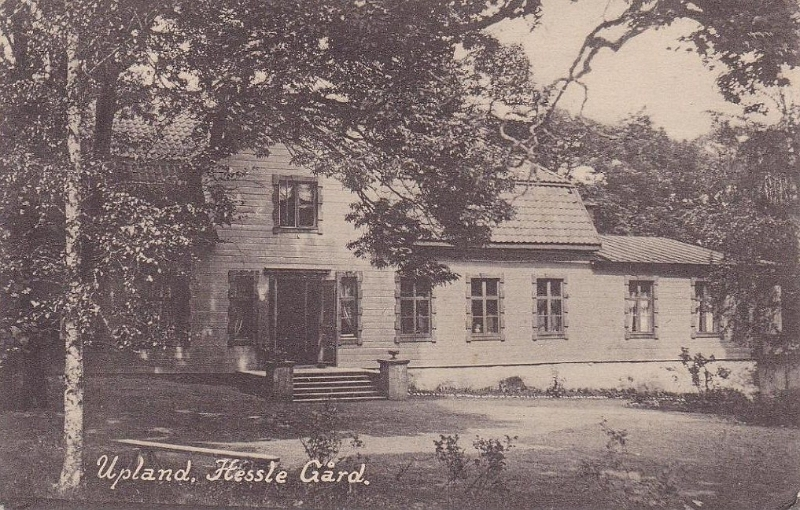
Hessle Gård (1916) platsen för meteoroidnedslaget 1869.

Hesslemeteoriten är en stenmeteorit som slog ner den 1 januari 1869. Meteoriten är det första observerade meteoritnedslaget i Sverige.

## Nedslagsplatsen
Nedslaget skedde vid Hessle gård vid Lårstaviken i Fittja socken beläget i Enköpings kommun i Uppland.
Nedslaget sträckte sig över ett cirka 18 km långt och 3 km brett område och omfattade omkring 700 meteorstenar.
Meteoriten analyserades först av Karl Fredholm som behandlade ämnet i sin doktorsavhandling 21 maj 1869, Om meteorstenfallet vid Hessle den 1. januari 1869.
1870 utgav Adolf Erik Nordenskiöld en detaljerad beskrivning av händelsen (”Meteorstensfallet vid Hessle den 1 januari 1869”, Kongl. Svenska Vetenskapsakademiens Handlingar, band 8, no 9).

## Meteoriten
Meteoriten är en stenmeteorit (Kondriter) och består till största delen av olivin och pyroxen.
Meteoritens vikt uppskattas till cirka 20 kg, den största stenen som påträffades vägde 1760 gr, totalt insamlades ett 100-tal stenar.
De flesta fynden förvaras idag på Naturhistoriska riksmuseet (Enheten för Mineralogi).